# Jan Brueghel (festő, 1601–1678)

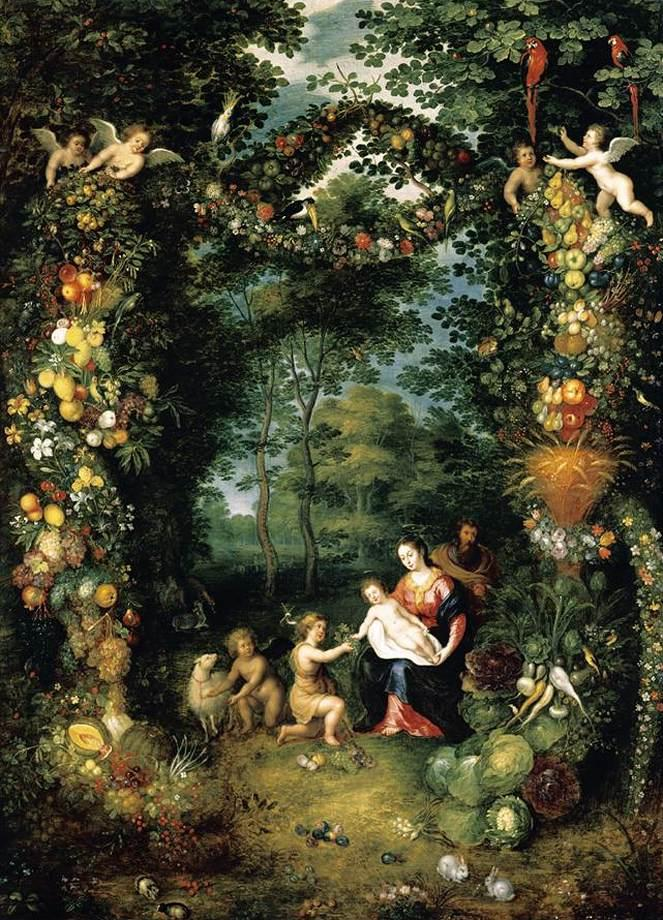
A Szent Család Szent Jánossal (1630 körül)

Ifjabb Jan Brueghel (ejtsd: bröhel) (Antwerpen, 1601. szeptember 13. – Antwerpen, 1678. szeptember 1.) flamand tájkép-, virág- és állatfestő.

## Élete
Idősebb Jan Brueghel és Isabella de Jode fiaként született. Anyja a gyermek kétéves korában meghalt szülés közben. Apja 1605-ben feleségül vette Katharina van Marienburgot, nyolc gyermekük született. Jan nem volt jó kapcsolatban mostohaanyjával. Apja egyszer panaszkodott Borromeo érseknek, barátjának és mecénásának, hogy fia itáliai útja során írt leveleiben soha nem küldött üdvözletet anyjának. Mint elsőszülött fiúnak, folytatnia kellett a családi hagyományokat: képzése már tízéves korában elkezdődött apja műtermében.
1622-ben Itáliába indult, ahol Genovában megismerkedett Anthony van Dyck-kel. Szicíliába, majd egészségügyi okokból Máltára utazott. 1625 elején kapta meg a hírt apja és három húga haláláról. Torinón, Lyonon és Párizson keresztül tért haza, s fiatal kora ellenére egy népes család feje lett. 1625 augusztusában vált a Szent Lukács-céh tagjává, és 1626-ban feleségül vette Anna Maria Janssenst, a neves festő, Abraham Janssens lányát. A tanúja nagybátyja, ifj. Pieter Brueghel volt. Tizenegy gyermeke született, a hét fiú közül öt festő lett: Jan Pieter, Abraham, Ambrosius, Philip és Jan Baptist. 1630-1631-ben a Szent Lukács-céh dékánja volt, ezek voltak legsikeresebb és legszerencsésebb évei. Élete ezután nehezebbé vált, de még egyszer nyilvános elismerésben részesült: 1651-ben az osztrák császári udvartól érkezett megbízatás, amelyet sógora közbenjárására kapott meg. Ifj. Jan Brueghel 77 éves korában halt meg antwerpeni házában.